# New Plymouth
New Plymouth (maorsky Ngāmotu) je přístavní město na západním pobřeží Severního ostrova Nového Zélandu, hlavní město regionu Taranaki. V současnosti zde žije zhruba 49 000 obyvatel. Město je průmyslovým, obslužným i finančním centrem regionu. Ve městě se nachází známá botanická zahrada nesoucí označení Pukekura Park. Město je pojmenované po anglickém městě Plymouth, ze kterého pocházeli angličtí osadníci.

## Významní rodáci
- Beauden John Barrett - mistr světa v ragby a dvojnásobný nejlepší ragbista světa.